# Гурбанов Сейфаддін Алі-огли
Гурбанов Сейфаддін Алі-огли (19 жовтня 1962, Нахічевань, Азербайджанська РСР — 16 листопада 2021, Туреччина) — харківський скульптор. Народний художник України (2010), Заслужений художник Азербайджану (2017).

## Життєпис
Навчався у Харківському художньо-промисловому інституті в 1985–1989 роках.
Член Харківського відділення Спілки Художників України з 1992 року. Учасник республіканських, всеукраїнських і всесоюзних виставок з 1987 року. Працює в творчій майстерні.
5 жовтня 2004 року отримав звання «Заслужений художник України».
8 лютого 2010 року отримав звання «Народний художник України».
28 грудня 2017 року отримав звання «Заслужений художник Азербайджану».
Доцент кафедри скульптури Харківської державної академії дизайну та мистецтв.
Почесний громадянин Харківської області. Нагороджений Почесною відзнакою Харківської обласної ради «Слобожанська слава».
Помер 16 листопада 2021 року від COVID-19 у Туреччині. Митець похований на міському кладовищі № 2 (Харків) .

## Роботи скульптора
Скульптурні композиції Сейфаддіна Гурбанова прикрашають різні міста України.

### Пам'ятники
- Самеду Вургуну (м. Київ)
- Мусліму Магомаєву (м. Київ)
- Заріфі Азіз кизи Алієвій (м. Ірпінь)
- Пам'ятник Григорію Сковороді (м. Харків)
- Олександру Невському (м. Харків)
- «Скрипаль на даху» (м. Харків)
- «Древо життя» (м. Харків)
- Першій учительці (м. Харків)
- Пам'ятник козаку Деркачу (м. Харків)
- Інспектору ДАІ (м. Харків)
- Архітектору Олексію Бекетову (м. Харків)
- Ярославу Мудрому (м. Харків)
- Іллі Мечникову (м. Харків)
- Пам'ятник Тарасу Шевченку (м. Балаклія)
- Пам'ятник Генріху Семирадському (смт. Печеніги)
- Пам'ятник Василю Колокольцеву (м. Вовчанськ)
- Пам'ятник Іванові Мазепі (смт. Коломак)
- Пам'ятник Тарасові Шевченку (с. Війтівка)
- Пам'ятник Григорію Сковороді (Любляна, Словенія)
- Скульптурна композиція з трьох фігур мислітелів: Г. С. Сковороди, М. Ф. Ахундова, А. Кунанбаєва /скульптор С. Гурбанов, 2021 р./- в Україні, у м. Харкові, у сквері Мислітелів

та багато інших.

### Меморіальні дошки
- Серьогін Віктор Васильович, національний герой Азербайджана.
- Кушнарьов Євген Петрович, український політик.
- Ландау Лев Давидович, відомий радянський фізик.
- Сергєєв Володимир Григорович, радянський конструктор ракетної техніки
- Андоньєв Сергій Михайлович, радянський вчений у галузі металургії[10]

та інші.

### Інше
Автор державних і міжнародних нагород
- Золотий ягуар — нагорода Європейської Бізнес Асамблеї (Оксфорд, Англія) за високу якість продукції і бездоганну репутацію в бізнесі[11].
- Європейська якість — нагорода Міжнародного клубу ректорів за прагнення досягти високої якості продукції (послуг) відповідно до європейських стандартів[12].
- Вища проба[13].
- Золотий меркурій[14].
- Нагорода тисячоріччя[15].

## Роботи скульптора

Пам'ятник Олексію Бекетову, Харків.
Пам'ятник Тарасу Шевченку, Балаклія
Пам'ятник Олександру Невському, Харків.
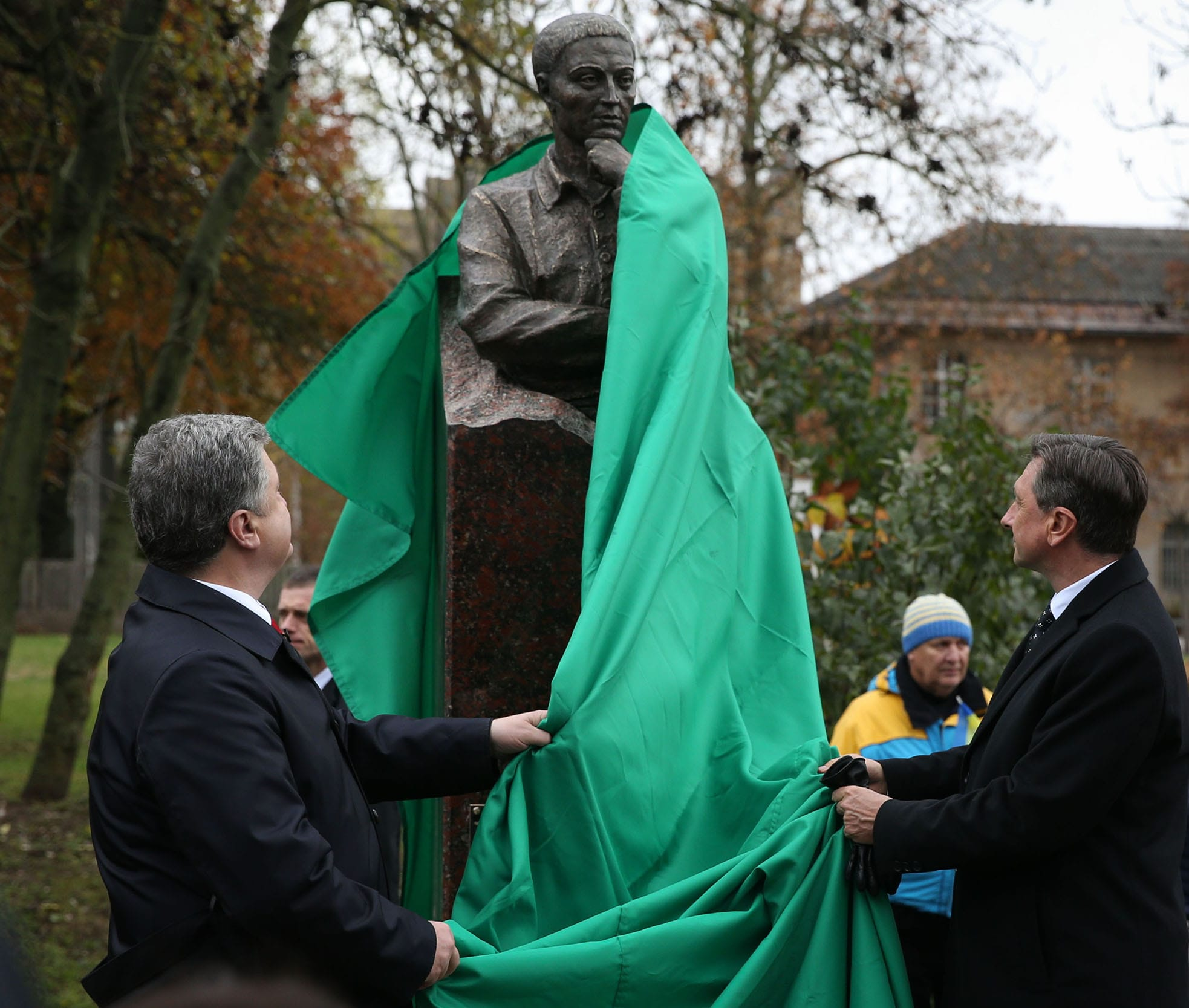
Пам'ятник Григорію Сковороді, Любляна.

## Нагороди
- Орден «За заслуги» III ст. (24 серпня 2017) — за значний особистий внесок у державне будівництво, соціально-економічний, науково-технічний, культурно-освітній розвиток України, вагомі трудові здобутки та високий професіоналізм[16]